# Championnat du Mali de football 2007
Navigation
Saison précédente Saison suivante
La saison 2007 du Championnat du Mali de football était la 40e édition de la première division malienne à poule unique, la Première Division. Les quatorze meilleurs clubs maliens sont regroupés au sein d'une poule unique où ils s'affrontent deux fois, à domicile et à l'extérieur. Les deux derniers du classement sont relégués en fin de saison et remplacés par les deux meilleurs clubs de Deuxième division.
C'est le Stade malien, double tenant du titre, qui remporte à nouveau la compétition après avoir terminé en tête du classement final, avec cinq points d'avance sur un duo composé du Djoliba AC et du Cercle olympique de Bamako. C'est le quinzième titre de champion du Mali de l'histoire du club.

## Les clubs participants
| - Djoliba AC - AS Real Bamako - Cercle olympique de Bamako - USFAS Bamako - Centre Salif Keita - AS Commune II - AS Korofina - Promu de Deuxième division | - Stade malien - CS Duguwolofila - Promu de Deuxième division - AS Sigui Kayes - Stade malien de Sikasso - AS Bakaridjan - AS Nianan - AS Bamako |

## Compétition

### Classement
Le barème de points servant à établir le classement se décompose ainsi :
- Victoire : 3 points
- Match nul : 1 point
- Défaite : 0 point

| Rang | Équipe                     | Pts | J  | G  | N  | P  | Bp | Bc | Diff |
| ---- | -------------------------- | --- | -- | -- | -- | -- | -- | -- | ---- |
| 1    | Stade malienT              | 59  | 26 | 17 | 8  | 1  | 52 | 13 | +39  |
| 2    | Djoliba ACC                | 54  | 26 | 15 | 9  | 2  | 46 | 18 | +28  |
| 3    | Cercle olympique de Bamako | 54  | 26 | 17 | 3  | 6  | 41 | 22 | +19  |
| 4    | Centre Salif Keita         | 49  | 26 | 14 | 7  | 5  | 45 | 24 | +21  |
| 5    | AS KorofinaP               | 35  | 26 | 9  | 8  | 9  | 23 | 26 | -3   |
| 6    | USFAS Bamako               | 34  | 26 | 7  | 13 | 6  | 23 | 21 | +2   |
| 7    | AS Bamako                  | 34  | 26 | 8  | 10 | 8  | 20 | 22 | -2   |
| 8    | AS Bakaridjan              | 31  | 26 | 8  | 7  | 11 | 27 | 35 | -8   |
| 9    | AS Nianan                  | 28  | 26 | 7  | 7  | 12 | 17 | 33 | -16  |
| 10   | AS Real Bamako             | 27  | 26 | 6  | 9  | 11 | 26 | 34 | -8   |
| 11   | CS DuguwolofilaP           | 26  | 26 | 6  | 8  | 12 | 25 | 33 | -8   |
| 12   | Stade malien de Sikasso    | 22  | 26 | 5  | 7  | 14 | 17 | 34 | -17  |
| 13   | AS Commune II              | 22  | 26 | 5  | 7  | 14 | 18 | 38 | -20  |
| 14   | AS Sigui Kayes             | 15  | 26 | 2  | 9  | 15 | 7  | 34 | -27  |

|  | Qualification pour la Ligue des champions de la CAF 2008                             |
|  | Qualification pour la Coupe de la confédération 2008                                 |
|  | Relégation en Deuxième division                                                      |
|  | T : Tenant du titre C : Vainqueur de la Coupe du Mali P : Promu de Deuxième division |

## Bilan de la saison
| Championnat du Mali de football 2007 |                           |
| Champion                             | Stade malien (15e titre)  |
| Coupes et trophées                   |                           |
| Vainqueur de la Coupe du Mali 2007   | Djoliba AC                |
| Qualifications continentales         |                           |
| Ligue des champions de la CAF 2008   | Stade malien              |
| Coupe de la confédération 2008       | Djoliba AC                |
| Promotions et relégations            |                           |
| Promus en Division 1                 | Débo Club de Mopti        |
| Promus en Division 1                 | Onze Créateurs de Niaréla |
| Relégués en Division 2               | AS Commune II             |
| Relégués en Division 2               | AS Sigui Kayes            |